# Federazione calcistica della Lituania

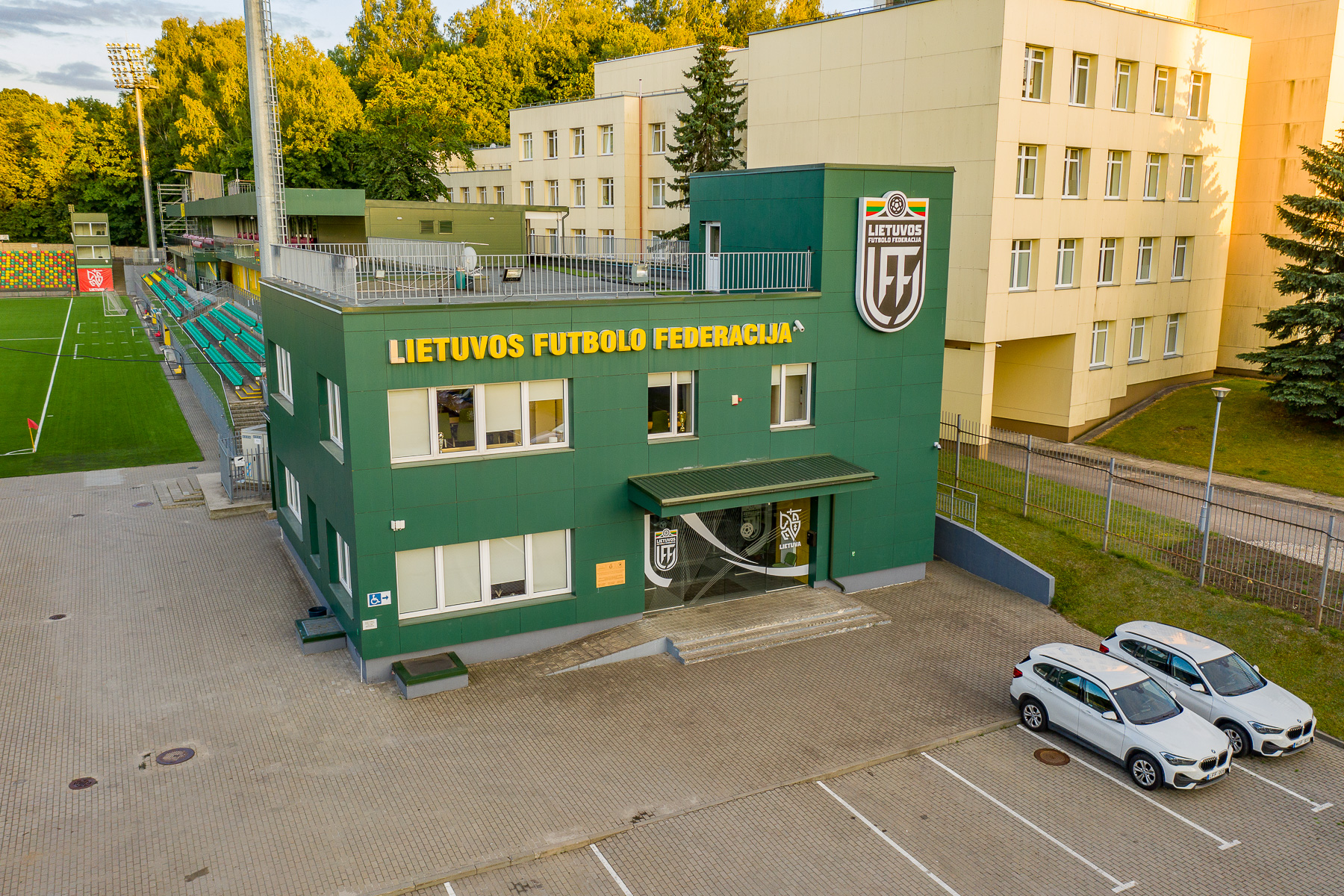

La Federazione calcistica lituana (in lituano Lietuvos futbolo federacija), abbreviata in LFF, è l'organizzazione che governa il gioco del calcio in Lituania.
La federazione nata nel 1922 è responsabile dello sviluppo del gioco del calcio nel paese e della squadra nazionale di calcio della Lituania.
Ha la sede principale nella capitale Vilnius.
LFF è diventato un membro della FIFA nel 1923, ma con l'annessione della Lituania all'Unione Sovietica nel 1940 è stata sciolta ed inglobata nella federazione calcio dell'Unione Sovietica.
La rinata federazione è ritornata membro della FIFA nel 1992, dopo che la Lituania è diventata nuovamente uno stato indipendente. Sempre nel 1992 la federazione lituana è entrata a fare parte della UEFA.